# جان سومرز-اسمیت
جان سومرز-اسمیت (انگلیسی: John Somers-Smith; ۱۵ دسامبر ۱۸۸۷ – ۱ ژوئیهٔ ۱۹۱۶) قایقران روئینگ اهل پادشاهی متحد بریتانیای کبیر و ایرلند بود.